# Игнатов, Константин Осипович
Константин Осипович Игнатов — советский хозяйственный, государственный и политический деятель, Герой Социалистического Труда.

## Биография
Родился в 1915 году в селе Аннино. Член КПСС.
С 1932 года — на хозяйственной, общественной и политической работе. В 1932—1975 гг. — рабочий, грузчик на Сеньговском лесопункте Монзенского леспромхоза комбината Вологдалес, тракторист-трелёвщик Монзенского леспромхоза, машинист лебёдки Пустошуйского лесопункта, старший слесарь, бригадир-механик Гремяченского лесопункта Монзенского леспромхоза Грязовецкого района Вологодской области.
Указом Президиума Верховного Совета СССР от 5 октября 1957 года за выдающиеся успехи, достигнутые в деле развития лесной промышленности, присвоено звание Героя Социалистического Труда с вручением ордена Ленина и золотой медали «Серп и Молот».
Делегат XXI съезда КПСС.
Умер в селении Пустая Шуя после 1975 года.